# Erik Månsson i Gäserud
Erik Månsson i Gäserud född 25 november 1711 i Håbol, död 27 maj 1764 i Lerdal, han var riksdagsman för bondeståndet, och tillhörde en Dalslandssläkt, som under 1700-talet producerade ett flertal riksdagsmän. Själv blev han känd för att vid riksdagen 1755–1756, ha varit en ivrig anhängare av Hovpartiet, som låg i strid med hattarna och vid en tumult i ståndet 29 november 1755 ropat "Talmannen skall ut, låt oss kära bröder, häva ut honom", varpå han blev häktad och dömd till tre veckors fängelse på vatten och bröd, samt ständig förvisning från riksdagsorten.